# Albert van der Haar
Albert van der Haar (Meppel, 29 dicembre 1975) è un allenatore di calcio e calciatore olandese, di ruolo difensore o centrocampista.

## Biografia
Suo figlio, Damian van der Haar, è anch'egli un calciatore.

## Caratteristiche tecniche
In attività giocava come terzino sinistro o all'occorrenza come mediano.

## Carriera

### Calciatore
Ha giocato quasi sempre esclusivamente nello Zwolle, totalizzando 483 presenze totali condite da 38 reti realizzate. Ha indossato per due stagioni la maglia del Willem II.

### Allenatore
Dal 2015 al 2017 è stato il secondo di Ron Jans alla guida del PEC Zwolle.

## Palmarès

### Calciatore

#### Competizioni nazionali
- Eerste Divisie: 1

Zwolle: 2001-2002